# Linkuva
Linkuva  escoltar (?·pàg.) és una ciutat del districte municipal de Pakruojis, Lituània. Es troba a 18 km al nord-est de Pakruojis. La ciutat té més de 500 anys d'antiguitat.
El 1950 va rebre els drets de ciutat, i el 17 de març de 1995 va ser aprovat l'escut d'armes de Linkuva.

## Arquitectura
- La ciutat té un plànol radial de set carrers principals que sorgeixen d'una plaça rectangular, va adquirir aquesta forma espontàniament a partir de la primera meitat del segle xix. Els seus edificis més importants són:
- L'església dedicada a la Verge Maria, construïda el 1593 i que va ser reconstruïda després d'un incendi el 1745.
- Un monestir carmelità construït el 1773.
- La capella del cementiri de fusta de 1799.
- La sinagoga, construïda en 1890.
- Tombes de les víctimes de la Primera Guerra Mundial.
- Monument de pedra en honor de les víctimes mortes pels comunistes (1945-1952).
- Parc d'Escultures de l'any 2004.